# Tori et Lokita
Pour plus de détails, voir Fiche technique et Distribution.
Tori et Lokita est un film dramatique franco-belge écrit et réalisé par Jean-Pierre et Luc Dardenne et sorti en 2022.
Le film est présenté en compétition officielle au Festival de Cannes 2022, où il remporte le Prix spécial du 75e.

## Synopsis
Tori et  Lokita, arrivés seuls d'Afrique, découvrent la drôle de vie qui les attend dans leur pays d'exil, la Belgique. Ils se sont rencontrés en traversant la Méditerranée, et sont devenus inséparables, frère et sœur de cœur. Tori, qui était considéré comme un enfant sorcier dans son pays d'origine, le Bénin, s'est vu reconnaître un statut de réfugié. Mais Lokita ne parvient pas à obtenir les papiers qui lui donneraient le droit de vivre en Belgique et d'entamer la formation d'aide-ménagère dont elle rêve.
Lokita est sous pression : les passeurs qui leur ont fait faire le trajet d'Italie en Belgique exigent d'être payés, sa mère restée en Afrique compte sur elle pour financer la scolarité de ses frères. Elle et Tori dealent de la drogue pour le compte de Betim. Et lorsque ses papiers lui sont refusés, elle accepte l'offre de Betim d'aller travailler quelque temps enfermée à double tour dans un hangar pour s'occuper de plantations de cannabis. Mais elle doit être séparée de Tori, sans avoir même la possibilité de lui téléphoner, ce qui leur est insupportable à tous les deux.
Tori se dissimule dans la voiture de Betim pour découvrir où se trouve Lokita, puis parvient à trouver un moyen de pénétrer dans le hangar. Mais lors de sa deuxième visite, ils sont découverts par Betim. Ils se sauvent, poursuivis par Betim et son acolyte Luckas. Luckas tue Lokita de deux balles dans la tête, mais ne voit pas Tori qui est dissimulé dans des buissons. Le film se clôt sur les obsèques de Lokita.

## Fiche technique
Sauf indication contraire, les informations mentionnées dans cette section peuvent être confirmées par la base de données cinématographiques IMDb,  présente dans la section « Liens externes ».
- Titre original : Tori et Lokita
- Réalisation et scénario : Jean-Pierre et Luc Dardenne
- Photographie : Benoît Dervaux
- Montage : Marie-Hélène Dozo
- Décors : Igor Gabriel
- Costumes : Dorothée Guiraud
- Société de distribution : Diaphana Distribution (France)
- Pays de production :  Belgique,  France
- Langue originale : français
- Format : couleur
- Genre : drame
- Durée : 88 minutes
- Dates de sortie[3] :
  - France : 24 mai 2022 (Festival de Cannes) ; 5 octobre 2022 (sortie nationale)[4]
  - Belgique : 7 septembre 2022
  - Suisse romande : 5 octobre 2022

## Distribution
Sauf indication contraire, les informations mentionnées dans cette section peuvent être confirmées par la base de données cinématographiques IMDb,  présente dans la section « Liens externes ».
- Pablo Schils : Tori
- Joely Mbundu : Lokita
- Alban Ukaj : Betim
- Tijmen Govaerts : Luckas
- Charlotte De Bruyne : Margot
- Nadège Ouedraogo : Justine
- Marc Zinga : Firmin
- Claire Bodson : l'examinatrice
- Baptiste Sornin : un client

## Accueil

### Critique
En France, le site Allociné propose une moyenne de 3,5⁄5, après avoir recensé 31 critiques de presse.

### Box-office
Pour son premier jour d'exploitation, Tori et Lokita réalise 6 998 entrées (dont 3 940 en avant-première), pour 168 copies. Ce chiffre permet au long-métrage d'atteindre la cinquième place du box-office des nouveautés sorties la même semaine, derrière L'Origine du mal (7 786) et devant Un beau matin (6 507).
| Pays ou région | Box-office     | Date d'arrêt du box-office | Nombre de semaines |
| -------------- | -------------- | -------------------------- | ------------------ |
| France         | 67 896 entrées | 21 décembre 2022           | 8                  |
| Total mondial  | 625,690 $      | -                          | -                  |

## Distinctions

### Récompenses
- Festival de Cannes 2022 : Prix spécial du 75e Festival de Cannes

### Nominations et sélections
- Festival de Cannes 2022 : sélection officielle, en compétition